# Kreppendorf
Kreppendorf (fränkisch: Grebn-doaf) ist ein Gemeindeteil der Gemeinde Veitsbronn im Landkreis Fürth (Mittelfranken, Bayern). Kreppendorf liegt in der Gemarkung Veitsbronn.

## Geografie
Das Dorf befindet sich etwa eineinhalb Kilometer ostsüdöstlich des Ortszentrums von Veitsbronn und liegt am Nordufer der Zenn. Unmittelbar westlich grenzt das Neubaugebiet von Veitsbronn an. 300 Meter weiter südöstlich befindet sich die Kläranlage der Gemeinde Veitsbronn und das Zennholz. Ansonsten ist der Ort von Grün- und Ackerland mit vereinzeltem Baumbestand umgeben. Im Nordosten wird die Flur Rote Leite genannt.
Eine Gemeindeverbindungsstraße führt nach Veitsbronn zur Kreisstraße FÜ 17 (1 km westlich) bzw. nach Bernbach zur Kreisstraße FÜ 7 (0,7 km südwestlich). Ein Wirtschaftsweg führt nach Ritzmannshof (2,4 km östlich). Durch den Ort verläuft der Fränkische Marienweg.

## Geschichte
Im Jahre 1390 wurde der Ort als „Kreppelndorf“ erstmals urkundlich erwähnt. 1606 wurde der Ort erstmals in der heutigen Form als „Kreppendorff“ erwähnt. Die Bedeutung des Ortsnamens ist unklar.
Gegen Ende des 18. Jahrhunderts gab es in Kreppendorf 7 Anwesen. Das Hochgericht und die Dorf- und Gemeindeherrschaft übte das brandenburg-ansbachische Stadtvogteiamt Langenzenn aus. Grundherren waren das Gotteshaus Obermichelbach (1 Halbhof), die Schönborn’sche Herrschaft Pommersfelden (1 Gut), Nürnberger Eigenherren: von Behaim (1 Halbhof), von Pömer (1 Hof), von Tucher (2 Güter) und der Schwabacher Bürger Dr. Knebel (1 Hof).
Von 1797 bis 1808 unterstand der Ort dem Justiz- und Kammeramt Cadolzburg. Im Rahmen des Gemeindeedikts wurde Kreppendorf dem 1808 gebildeten Steuerdistrikt Veitsbronn zugeordnet. Es gehörte auch der im selben Jahr gebildeten Ruralgemeinde Veitsbronn an. Bis 1812 und von 1823 bis 1834 unterstanden zwei Anwesen in der freiwilligen Gerichtsbarkeit dem Patrimonialgericht Lohe–Behringersdorf und ein Anwesen von 1823 bis 1829 dem Patrimonialgericht Leyh.

## Einwohnerentwicklung
| Jahr      | 001818 | 001840 | 001861 | 001871 | 001885 | 001900 | 001925 | 001950 | 001961 | 001970 | 001987 |
| Einwohner | 66     | 65     | 76     | 57     | 69     | 63     | 65     | 82     | 62     | 71     | 104    |
| Häuser    | 11     | 11     |        |        | 9      | 10     | 9      | 9      | 10     |        | 26     |
| Quelle    | [ 11 ] | [ 12 ] | [ 13 ] | [ 14 ] | [ 15 ] | [ 16 ] | [ 17 ] | [ 18 ] | [ 19 ] | [ 20 ] | [ 1 ]  |

## Religion
Der Ort ist seit der Reformation evangelisch-lutherisch geprägt und bis heute nach St. Veit (Veitsbronn) gepfarrt. Die Einwohner römisch-katholischer Konfession sind nach Heilig Geist (Veitsbronn) gepfarrt.